# Diocese de Reconquista
A Diocese de Reconquista (em latim: Dioecesis Reconquistensis) é uma circunscrição eclesiástica da Igreja Católica na Argentina. Pertence à Província Eclesiástica de Santa Fé da Vera Cruz.

## Prelados
|                | Nome                          | Período    | Notas                            |
| Bispos         | Bispos                        | Bispos     | Bispos                           |
| -------------- | ----------------------------- | ---------- | -------------------------------- |
| 6º             | Ángel José Macín              | 2013−atual |                                  |
| 5º             | Ramón Alfredo Dus             | 2008−2013  | Nomeado Arcebispo de Resistencia |
| 4º             | Andrés Stanovnik, O.F.M. Cap. | 2001−2007  | Nomeado Arcebispo de Corrientes  |
| 3º             | Juan Rubén Martinez           | 1994−2000  | Nomeado Bispo de Posadas         |
| 2º             | Fabriciano Sigampa            | 1985−1992  | Nomeado Bispo de La Rioja        |
| 1º             | Juan José Iriarte             | 1957−1984  | Nomeado Arcebispo de Resistencia |
| Bispo-auxiliar |                               |            |                                  |
|                | Ramón Alfredo Dus             | 2005−2008  | Elevado a Bispo                  |